# Lennart Hedberg
Lennart Hedberg, född 12 oktober 1932 och död 19 februari 2025 var kommendör i Frälsningsarmén. Efter att ha varit chefsekreterare i Sverige och territoriell ledare i Danmark under 1980-talet blev han år 1990 utsedd till territoriell ledare (TC) i Sverige. Från 1994 fram till pensionen 1996 var han internationell sekreterare för Europa.